# 悉尼城市鐵路路線清理計畫
| 計畫資料 | 計畫資料            |
| -------- | ------------------- |
| 管理者   | 悉尼城市鐵路        |
| 費用     | $1.8億AUD（澳洲元） |
| 路線     | 5條                 |
| 開工日期 | 2006年              |
| 竣工日期 | 2010年              |

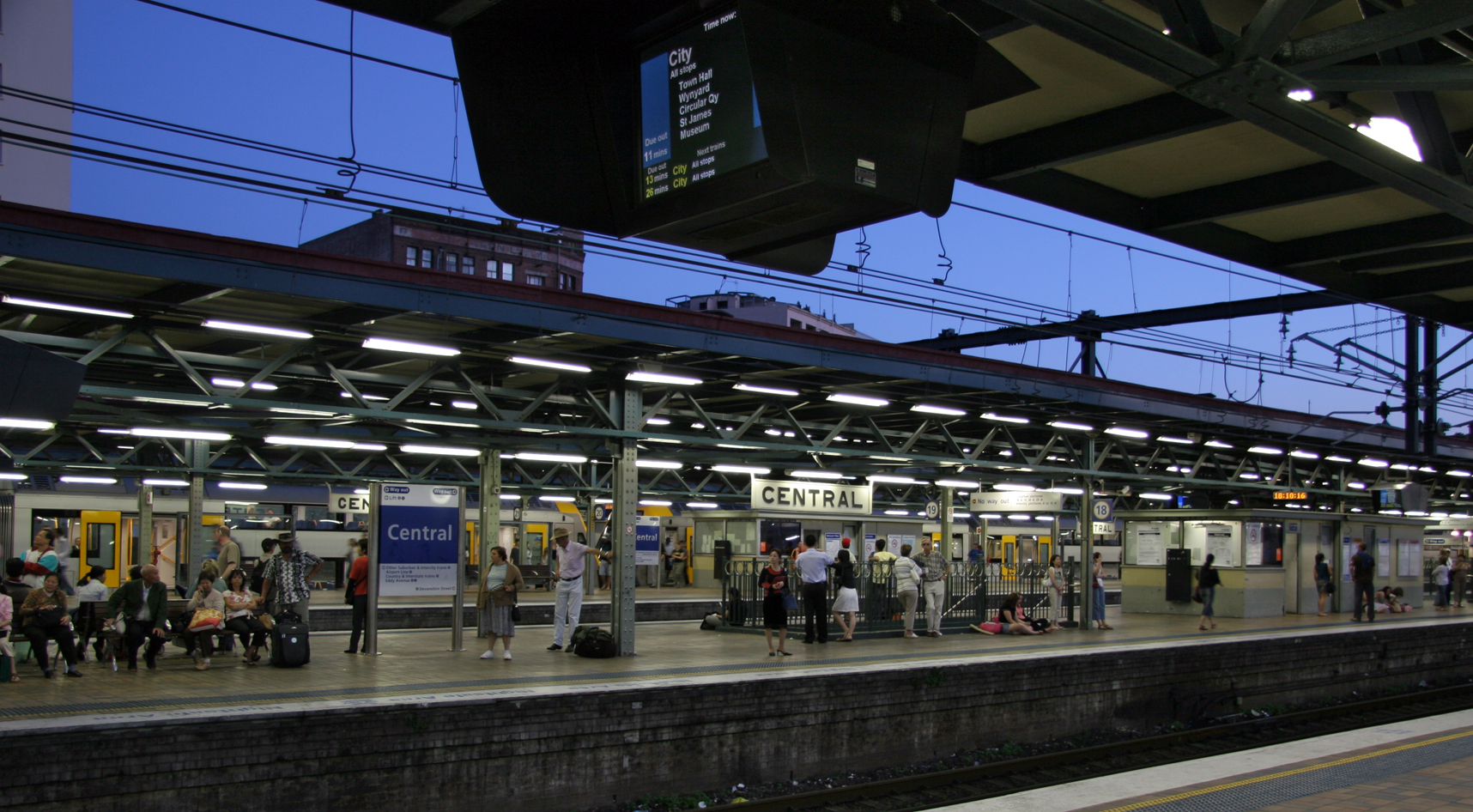
悉尼中央車站於繁忙時間的景象。

悉尼城市鐵路路線清理計畫（英語：CityRail Clearways Project）是位在悉尼的一個值1億澳元改建悉尼城市鐵路網絡計畫，其目的是為了解決一直以來引起市民的不滿的鐵路事故。尤其當發生了瀑布站列車翻車意外後，便推出新的安全制度，司机必須遵行。他們必須減低車速，因此常常發生列車班次延誤事件，引起群眾不滿。於是當局增聘司機、訂購新車，並在2005年9月製成一個新的時間表，同時亦推出「路線清理」計畫。
現時任何一個列車班次延誤都會影響整個鐵路網絡的運作，而且在這混雜的鐵路系統中的建設、列車和月台都要共用。「路線清理」計畫旨在將14個市區鐵路路線分成5個計畫，令其它的路線仍能“按章工作”。

## 計畫路線
有五條鐵路路線將會進行悉尼城市鐵路「路線清理」計畫，包括有：
這個是城市鐵路「路線清理」計畫專案路線圖，左上角的灰色厚環是市環線（City Circle）。
- 西北（North West）
- 機場暨東山線及南線（Airport & South）
- 班克斯（Bankstown）
- 金寶鎮支線（Cambelltown Express）
- 東區伊拉瓦拉（Eastern Suburbs & Illawarra）

### 路線1：東郊及伊拉瓦拉
暫時不會改變東郊及伊拉瓦拉線（Eastern Suburbs & Illawarra Line）的現狀，但計畫將試圖增加該線的乘客容量。例如克羅努拉站改造工程、克羅努拉支線复线化、邦迪聯運站回線路軌和側線以及東郊及伊拉瓦拉線沿線的其它車站進行工程等。（定線以 藍色表示）

### 路線2：班克斯
機場支線於2000年通車後，大量機場暨東山線（Airport & East Hills Line）的列車取道機場至市區，抒緩先鄧咸站至愛斯鎮站（Erskinville）的一段分支。在2006年，幾乎所有的列車都經過機場支線。當金賽鎮快線開啟後，列車會重新經過該處。因此這項工程需要增加班克斯線在先鄧咸至愛斯鎮的一段路線的一些路軌（上述情況請參閱下部份路線3: 金寶鎮快線）。聖彼得站和愛斯鎮站仍會繼續接載班克斯線（Bankstown Line）的乘客，因此這兩個站會各增加一個島式月台。另外在蓋谷站，5號月台將會建於該站的南面。是用來接載班克斯線的乘客。減少班克斯線營運路線由內西線縮短至康寶樹站（Homebush）。（路線以 橙色表示）

### 路線3：金寶鎮快線
金寶鎮快線（Campbelltown Express，以黑色表示）會分成以下的路段：由機場暨東山線以西的偉弗比站（Resveby）至東面分支線開端的王果園站（Kingsgrove）。此亦會准許有能力進行快線服務的列車藉此路此往都會區（市環）。能緩和網絡的其它擠塞（例如機場支線）並且能夠增加乘客的滿意程度（因為乘客分佈妥當）。列車會由麥加弗站經偉弗比站再經快線前往市環然後又回頭。

### 路線4：機場暨東山線和南線
機場暨東山線和南線會還原內西線、機場暨東山線和南線（South Line）。列車會由谷田站然後穿過利物浦站、卡巴拉馬站、蘭鎮站、蓋谷站和闊河谷站，然後前往市環（City Circle），然後出發前往西南，經機場暨東山線至偉弗比站（與金賽鎮快線相似，由渦拉溪站至偉弗比）。另外一條回線路軌，和一個新月台，將會建築於偉弗比站 。（路線以 綠色表示）

### 路線5：西北區域
結合北岸線（North Shore Line）、北線（Northern Line）和西線（Western Line），亦包括愛蘋至車士活線（Epping to Chatswood rail link）。西北線將會增其可信性和載客量。西部的列車由裏奇蒙站會開始，經過筆偉站、黑鎮站或愛蘋站，在闊河谷車站會合然後前往市環再前往車士活站然後在此分開，或繼續旅程前往康士比站，最後在包奧華站（Berowra）停下，或使用愛蘋至至談林線前往愛蘋再北上中海岸區（Central Coast）。（路線以 紅色表示）

## 專案
在這個計畫下，有多個路線專案是需要履行的。有些是進行車站更新工程，或在路段進行雙軌化，更新聯運站等等。這些全部都來設計減少網絡擁塞。這些專案包括：
 東區伊拉瓦拉（Eastern Suburbs & Illawarra）
- 邦迪聯運站的較剪式回線路軌及側線  [8]
- 克羅努拉支線路段复线化

 班克斯（Bankstown）
- 蓋谷站的回線路軌[9]
- 利物浦站的回線路軌
- 愛斯鎮和聖彼得站（St Peters）的5，6號月台

 金寶鎮支線（Cambelltown Express）
- 麥加弗站的4號月台
- 偉斐比站的回線路軌[10]

 機場暨東山線及南線（Airport & South）
- 王果園-偉斐比分支線
- 康寶樹站的回線路軌
- 麥當努鎮站的回線路軌
- 麥當努鎮站加蓋（stabling）[11]

 西北（North West）
- 包奧華（Berowra）站的3號月台
- 康士比（Hornsby）站的5號月台
- 瓜加山站 — 士告田站路段（Quakers Hill - Schofields）雙軌化
- 卡林福特線（玫瑰山站以北）的列車單程繞道
- 愛蘋（Epping）至車士活（Chatswood）線

更新
- 些忽頓站(Sefton)
- 奧特利-新忽地-克羅努拉(Oatley - Sutherland - Cronulla)

復殘設施
- 包奧華站

## 计划目标
计划于2010年完成，将原有11条路线整合为5条

## 里程碑
| 計畫宣佈開始                              | 2005年9月  |
| 些忽頓站更新工程完成                      | 2006年1月  |
| 邦迪聯運站的較剪式回線 路軌及側線工程完成 | 2006年7月  |
| 包奧華站的3號月台建造 工程完成            | 2006年10月 |
| 麥當努鎮站的回線路軌 工程完成             | 2006年     |
| 麥當努鎮站的加蓋工程完成                  | 2007年11月 |

## 評論
儘管這項計畫是用來解決悉尼的鐵路問題，這項計畫仍有很多不足之處。例如克羅努拉支線路段雙軌化，有評論指這只會令當地的商人得益，更指雙軌化會令北部的新忽地站至好士維站之間造成瓶頸效應。而在計畫出台後2個月，TMG的顧問題出計畫的3個值得留意的地方：
- 完成後會使一些未見的問題浮現
- 未能覆蓋全面
- 仍需要改善

由於計畫到現在仍屬初步階段，關於此計畫的評論仍不充份。